# Peter Armbruster
Peter Armbruster (Dachau, 25 juli 1931 – 26 juni 2024) was een natuurkundige in het GSI Helmholtzzentrum für Schwerionenforschung onderzoekscentrum in Darmstadt, Duitsland. Hij is een van de ontdekkers van de elementen: 107 (bohrium), 108 (hassium), 109 (meitnerium), 110 (darmstadtium), 111 (röntgenium) en 112 (copernicium) met zijn collega Gottfried Münzenberg.
Hij studeerde natuurkunde op de Universiteit van Stuttgart en Technische Universiteit München en promoveerde in 1961 onder Heinz Maier-Leibnitz. Zijn belangrijkste onderzoeksgebieden waren kernsplijting, interactie van zware ionen in materie en atoomfysica.
Armbruster werd 92 jaar oud.
- Gemeinsame Normdatei: 136377564
- International Standard Name Identifier: 0000 0000 5748 2101
- Nederlandse Thesaurus van Auteursnamen: 18461421X
- Virtual International Authority File: 312636475
- WorldCat: E39PBJqbggGrpmqr7rhG9pqG73